# Giovanni Guaccero
Giovanni Guaccero (Roma, 25 settembre 1966) è un compositore e musicologo italiano.

## Biografia
Figlio di Domenico Guaccero, opera prevalentemente nei settori della musica contemporanea e della popular music, in contesti come l'associazione Nuova Consonanza e la Scuola popolare di musica di Testaccio. Si è diplomato in composizione con Luciano Pelosi presso il Conservatorio Santa Cecilia e si è laureato in lettere presso l'Università degli studi di Roma “La Sapienza” con Pierluigi Petrobelli.
Le sue composizioni sono eseguite in varie rassegne in Italia e all'estero da diversi gruppi e orchestre (Ars Ludi, Coro Aureliano, I Solisti di Roma, Ex Novo Ensemble, Gruppo Musica D'Oggi, Orchestra Sinfonica Abruzzese, Ensemble Vocale de Poche), e sono state incise in diversi progetti discografici e pubblicate da editori indipendenti (Tored, Semar, Pontevecchio, Domani Musica, Anicia). Ha composto musiche su testi di vari scrittori italiani tra cui Dacia Maraini, Elio Pecora, Francesco Randazzo, Giorgio Somalvico e Pier Paolo Pasolini (ne ha composto nel 1995 l'oratorio Salmo metropolitano, uscito su CD nel 1998).
Negli anni 2000 ha fatto parte del gruppo AleaNova, con cui ha realizzato il progetto "Morricone incontra Lubitsch", frutto di una collaborazione dell'ensemble con Ennio Morricone, e ha fondato con Sandra Del Maro il gruppo Alquímia.
Si è occupato anche di musica brasiliana, collaborando con artisti come Rosália De Souza, Chico Buarque de Hollanda e scrivendo numerose canzoni insieme agli scrittori Maria Lúcia Verdi, Luís Elói Stein, Geraldo Carneiro.
In ambito musicologico ha pubblicato saggi e interventi in convegni, inerenti in particolare all'improvvisazione e alla didattica. Dal 2007 insegna “Elementi di composizione per Didattica” presso il Conservatorio Francesco Cilea di Reggio Calabria.

## Discografia
- 1998 - Salmo metropolitano ed altre composizioni (Edizioni Domani Musica)
- 2004 - Musica per le montagne (Alquìmia, Gruppo Elettrogeno Edizioni Musicali)
- 2011 - L'arco magico. Favola in musica (ANICIA, ISBN 9788873466291)
- 2014 - Liriche greche ed altre composizioni vocali (Edizioni Tored)
- 2015 - Non capisco la direzione del venti (Archilochus 5et, Edizioni Tored)
- 2016 -  A roda dos planetas errantes (Edizioni AlfaMusic)

## Pubblicazioni
- Segno gesto suono. Domenico Guaccero e le prassi improvvisative (in Improvvisazione oggi a cura di Alessandro Sbordoni, LIM/Nuova Consonanza, 2014) ISBN 9788870967838
- Il suono spontaneo. Manuale di libera improvvisazione e composizione istantanea per il corso di didattica della musica (Aracne, 2013) ISBN 9788854862807
- "Fare musica". Ipotesi per una "poietica" musicale (Musica/Realtà, n. 101, Luglio 2013) ISBN 9788870967364
- L'improvvisazione nelle avanguardie musicali. Roma, 1965-1978 (Aracne/Nuova Consonanza, 2013) ISBN 9788854861541
- Ho scritto una canzone (Musica Domani, n. 167, Giugno 2013)
- Un'altra popular music: il caso Brasile (Musica Domani, n. 163, Giugno 2012)
- L'ornamentazione melodica nello choro brasiliano (Musica/Realtà, n. 95, Luglio 2011) ISBN 9788870966473
- Il contesto della musica improvvisata a Roma tra gli anni '60 e gli anni '70 (in Franco Evangelisti – verso un nuovo mondo sonoro, atti del convegno internazionale - a cura di Eleonora Ludovici e Daniela Tortora, Le Arti del Suono - anno II - n. 4, Edizioni Orizzonti Meridionali, 2010) ISBN 9788889064979
- Sinfonia 2 nel percorso di studi alla Scuola Popolare di Musica di Testaccio (in Domenico Guaccero – Prassi e teoria dell'avanguardia, atti del convegno internazionale - a cura di Daniela Tortora, Aracne editrice, 2009) ISBN 9788854828148
- Identità e confini delle culture musicali (Lettera Internazionale, n. 82, 4º trimestre 2004)
- Interpretazione della storia e composizione (KonSequenz, 5/2001) ISBN 9788820731243